# Наталівка (Ростовська область)
Наталівка — село, адміністративний центр Наталівського сільського поселення Неклинівського району Ростовської області.
Населення — 1575 осіб (2010 рік).

## Історія
Тут, у 1796 році, на правому березі річки Міус з'явилося поселення Матвіївка на честь відомого донського отамана Матвія Платова, який володів тутешніми землями. Пізніше поселення перейменували на село Наталівка, по імені дружини одного з синів отамана Платова. Мешкали тут переселенці зі Східної України.
Через Гордеву балку розташовувався хутір Гордіїв.
Мешканці займалися землеробством й рибальством. У 1890 році в селі була побудована церква з двома куполами й дзвіницею. У 1895 році при храмі відкрили церковно–парафіяльну школу. У селі розвивалася торгівля, тут також були лавки й працювали вітряні млини.
У 1919 році відбулося більшовицьке Носівське повстання, яке охопило також прилеглі села, у тому числі і Наталівку.
У 1929 році виникло товариство по спільному обробітку землі (ТОЗ) «Ластівка». У 1930 році колектив був реорганізований у колгосп.
У 1933 році був голодомор. Мешканців Наталівки рятувала близькість лиману й моря, де водилося багато риби.
У 1934 році в сусідньому хуторі Ломакін була відкрита машинно-тракторна станція. Перша сільськогосподарська техніка з'явилася і в Наталівці.
7 жовтня 1941 року село було окуповане німецькими військами, що тривала до серпня 1943 року. З села пішли на фронт 520 осіб, половина з яких загинула.
У 1989 році в селі проводиться газифікація.
У 2005 році змінюються межі Наталівського поселення: хутір Александрово-Марково ставав частиною Носовського поселення, а хутір Рожок — Наталівського.

## Географія
Наталівка положена на західній стороні Міуського лиману при його гирлі.

### Вулиці
| - пров. Веселий, - пров. Донський, - пров. Комсомольський, - пров. Макаренка, - пров. Жовтневий, - пров. Первомайський, - пров. Пирогова, - пров. Шкільний, | - вул. Дзержинського, - вул. Мечникова, - вул. Миусская, - вул. Молодіжна, - вул. Островського, - вул. Піонерська, - вул. Чехова. |